# Wassili Nikititsch Mitrochin
Wassili Nikititsch Mitrochin (russisch Василий Никитич Митрохин, wiss. Transliteration Vasilij Nikitič Mitrochin; * 3. März 1922 im Dorf Jurassowo, Gouvernement Rjasan; † 23. Januar 2004 in London) war Mitarbeiter des KGB.

## Leben
Mitrochin war von 1948 bis zu seiner Pensionierung 1984 Mitarbeiter des KGB, zuletzt im Rang eines Obersts. Am 7. November 1992 lief er mit Hilfe des britischen Geheimdienstes SIS nach Großbritannien über. Die von ihm dabei gelieferten Unterlagen, das sogenannte Mitrochin-Archiv, gaben Einblick in die Identität einiger Hundert russischer Agenten („Illegale“) sowie Informationen über Operationen des ehemaligen KGB in aller Welt.

## Veröffentlichungen (und Quellen)
- mit Christopher Andrew: Das Schwarzbuch des KGB. Moskaus Kampf gegen den Westen, Propyläen-Verlag, Berlin 1999.
- mit Christopher Andrew: Das Schwarzbuch des KGB 2. Moskaus Geheimoperationen im Kalten Krieg, Propyläen-Verlag, Berlin 2006.

| Personendaten    | Personendaten                             |
| ---------------- | ----------------------------------------- |
| NAME             | Mitrochin, Wassili Nikititsch             |
| ALTERNATIVNAMEN  | Митрохин, Василий Никитич                 |
| KURZBESCHREIBUNG | russischer Oberst des KGB der Sowjetunion |
| GEBURTSDATUM     | 3. März 1922                              |
| GEBURTSORT       | Jurassowo, Gouvernement Rjasan            |
| STERBEDATUM      | 23. Januar 2004                           |
| STERBEORT        | London                                    |